# Landkreis Diekirch
Der deutsch verwaltete Luxemburger Landkreis Diekirch bestand von 1940 bis 1944, als Luxemburg deutsch besetzt war. Der Landkreis mit Verwaltungssitz in Diekirch umfasste am 1. September 1944 vier Städte und 96 Gemeinden.

## Verwaltungsgeschichte

### Die Besetzung
Der Distrikt Diekirch mit dem Sitz der Verwaltung in der Stadt Diekirch gehörte zu Beginn des Zweiten Weltkrieges zum Großherzogtum Luxemburg.
Gleich zu Beginn des deutschen Westfeldzuges wurde der Distrikt Diekirch am 10. Mai 1940 von Truppen der Wehrmacht aus Richtung Trier besetzt und deutscher Militärverwaltung unterstellt.

### Deutsche Zivilverwaltung
Seit dem 2. August 1940 gehörte der Distrikt Diekirch zum Bezirk des Chefs der Zivilverwaltung im CdZ-Gebiet Luxemburg. Zu seiner Verwaltung wurde am 13. August 1940 der deutsche Hans Ballmaier als Verwaltungskommissar in der Stadt Diekirch eingesetzt.
Auf Grund der Verordnung über den Verwaltungsaufbau in Luxemburg vom 14. November 1940 wurde der bisherige Distrikt Diekirch ab dem 1. Dezember 1940 in den neuen Landkreis Diekirch nach deutschem Vorbild umgebildet. Sitz der Kreisverwaltung, die nunmehr ein Landrat leitete, blieb die Stadt Diekirch.
Im September 1944 wurde das Kreisgebiet durch die US-amerikanischen Truppen besetzt und die luxemburgische Verwaltungsstrukturen wiederhergestellt.

## Kommunalverfassung
Seit dem 1. Dezember 1940 unterstanden die Gemeinden der Deutschen Gemeindeordnung vom 30. Januar 1935, welche die Durchsetzung des Führerprinzips auf Gemeindeebene vorsah.
Am 1. April 1942 wurde die preußische Amtsordnung vom 8. Oktober 1934 eingeführt. Damit fielen die bisherigen Kantone weg. Mehrere Gemeinden wurden jetzt wie in der preußischen Rheinprovinz im Deutschen Reich von einem Amtsbürgermeister gemeinschaftlich verwaltet. Gleichzeitig wurden die Gemeinden im Landkreis Diekirch neu gegliedert.
Am 27. März 1943 wurde die Gemeinde Vianden in Stadt Vianden umbenannt.
Zum 1. April 1943 wurden die Gemeinden im Landkreis Diekirch erneut neu gegliedert.
Das Kreisgebiet war zuletzt in die Städte Diekirch, Ettelbrück, Vianden und Wilz und 96 weitere Gemeinden gegliedert. Alle Gemeinden – auch die Städte – waren in den Ämtern Diekirch, Ettelbrück, Klerf, Redingen und Wilz zusammengefasst.

## Landrat
- 1942–1944: Max Ringel

## Ortsnamen
Nach dem 2. August 1940 galten die bisherigen Ortsnamen zunächst weiter. Am 12. März 1941 wurden die meisten Ortsnamen in der bisherigen Schreibweise bestätigt.
Teilweise wurde aber im Hinblick auf die geplante Eingliederung des Landkreises in das Deutsche Reich auch eine „deutschere“ Fassung festgelegt, zum Beispiel:
- Bigonville: Bondorf bei Perl,
- Boevange (Clerv.): Bögen,
- Boulaide: Bauschleiden,
- Bourscheid: Burscheid,
- Clervaux: Klerf,
- Consthum: Konsthum,
- Erpeldange: Erpeldingen b. Ettelbrück,
- Esch-sur-Sûre: Esch/Sauer,
- Folschette: Folscheid,
- Fouhren: Fuhren,
- Goesdorf: Gösdorf b. Wilz,
- Grosbous: Großbuß,
- Hachiville: Helzingen,
- Harlange: Harlingen b. Wilz,
- Mertzig: Merzig,
- Redange sur Attert: Redingen/Attert,
- Troisvierges: Ulflingen,
- Useldange: Useldingen,
- Wolwelingen: Wolflingen.